# Hudson
HudsonはJavaで実装され、 Apache TomcatやGlassFishなどのServletコンテナ上で動作する継続的インテグレーションツールである。HudsonはCVSやSubversionなどのバージョン管理システムツールをサポートし、Apache AntやApache Mavenで管理されているプロジェクトのタスクを実行したり、シェルスクリプトやWindowsのバッチファイルを実行することができる。
ビルドはcronのようなスケジュール機構、他のビルドが完了した場合、あるいは特定のビルドURLがリクエストされた場合などによって実行される。
HudsonはSun Microsystemsの下でオープンソースとして開発されていたが、2010年のOracleによるSun買収によりコミュニティが離脱、商標問題へと発展した。最終的にコミュニティはJenkinsという名称でのフォークを行った。
2011年5月3日、Eclipse FoundationはHudsonの中心コミッターであるオラクル、ソナタイプや他のコミュニティサポーターと共にHudsonを中核コードと問題のある商標含めてEclipse Foundationに移行する正式な提案を行った。Hudsonを作った川口耕介はオラクルがJenkinsの検証を移行するのを確認し、「我々がオラクルと妥協点を見つけるために話しあった時、彼らははっきりとした形で商標保持を放棄するつもりはないという意思を持っていた。しかし、この移行でオラクルはJenkinsプロジェクトと共に保持することができないことをはっきり認めたようなものだ。」と述べている。川口はまた、オラクルが著作権の合法的な再割当てやEclipse Foundationへの移行にあたりHudsonの知的財産を全て再ライセンスできるのか疑問を呈した。
2012年末にプロジェクトはgithubからEclipse Foundationへ移行した。同年5月以降、ソースコードへのコミットはほとんどない。。一方Jenkinsは、改善が何回か行われている。